# SV Innsbruck Bergisel
Sportverein Innsbruck-Bergisel – austriacki klub narciarski z siedzibą w Natters (Powiat Innsbruck-Land, Tyrol).
Prezesem klubu jest Josef Häusle, a wiceprezesem Barbara Thür. Zawodnicy korzystają ze skoczni HS 15, HS 24 i HS 38 w Natters.
Wśród wychowanków SV Innsbruck-Bergisel są między innymi: skoczkowie – Gregor Schlierenzauer, Andreas Kofler, Manuel Fettner, Clemens Aigner, Elias Medwed, Jonas Schuster oraz kombinator norweski – Wilhelm Denifl.